# فاروق فرساد
فاروق فرساد (زادهٔ ۱۳۴۰ در سقز – درگذشتهٔ ۲۸ بهمن ۱۳۷۴ در اردبیل) از فعالان مذهبیِ اهل‌سنتِ ایران و از شاگردان احمد مفتی‌زاده بود که در کردستان ایران فعالیت داشت. او درحالی‌که در تبعید به سر می‌برد، توسط عواملِ جریان موسوم به قتل‌های زنجیره‌ای ایران به قتل رسید.

## زندگی‌نامه
فاروق فرساد زادهٔ سال ۱۳۴۰ خورشیدی در شهر سقز در استان کردستان می‌باشد. او در سال ۱۳۵۷ بعد از آشنایی با احمد مفتی‌زاده به حرکتِ مکتب قرآن پیوست؛ و به دلیل استعداد و علاقه در زمانی نسبتاً کوتاه خود را به سطح دیگر استادان و معلّمین مکتب قرآن رساند. در سال ۱۳۶۱ خورشیدی که احمد مفتی‌زاده و صدها نفر از شاگردانش دستگیر و در گروه‌های مختلف روانه زندان‌های مختلف کشور شدند، او نیز دستگیر و به مدت ۳ سال زندانی شد. در سال ۱۳۶۸ برای بار دوم زندانی شد؛ و بعد از سپری شدن چند ماه آزاد گردید. مجدداً در سال ۱۳۷۱، برای بار سوم دادگاهی و به شهر اردبیل تبعید شد.

### ترور و مرگ
او سرانجام در ۲۸ بهمن ۱۳۷۴ خورشیدی (شب جمعه ۲۷ ماه رمضان) کشته و در یکی از کوچه‌های خلوت رها می‌شود. مرگ فاروق فرساد مرگ طبیعی جلوه داده شد؛ امّا چند سال بعد، آن‌گاه که جریان قتل‌های زنجیره‌ای برملا شد، مضاف بر شواهد روشن زمان مرگ، معلوم شد که او هم یکی از مقاصد ترورهای سازمان‌یافته توسط گروهی در وزارت اطلاعات جمهوری اسلامی ایران بوده‌است. پیکر فاروق فرساد در گورستانِ آساولهٔ شهر سنندج به خاک سپرده شد.∗ همچنین گفته شده که او در تبعیدگاهش پس از ربوده شدن با تزریق و ایست قلبی کشته شده بود که در خیابانی پیدا می‌شود.

## جایگاه علمی
فاروق فرساد در زندان از همراهان زندانی خود برای یادگیری علوم و معارف اسلامی بهره جست و پس از آزادی از زندان، جهت ارتقاء و کیفیت بخشیدن به آموخته‌های اسلامی خود نزد ناصر سبحانی و برهان‌الدین حمدی به تحصیل و تکمیل آن علوم پرداخت و توانست جایگاه علمی قابل توجّهی را کسب کند. در سن ۲۸ سالگی از طرف محمّد شیخ‌الاسلام (استاد کرسی فقه شافعی دانشگاه تهران) به عنوان مفتی «فی‌المذاهب» اجازهٔ فتوا در بین مذاهبِ اهل سنّت را دریافت کرد و در سال ۱۳۶۹ ه‍. ش، احمد مفتی‌زاده نیز وی را به عنوان یکی از چهار عضو جمع هیئت افتا و قضا، جهت پاسخ دادن به مسائل مذهبی، طبق راجح مذهب شافعی برگزید.∗

## آثار
آثار به جای مانده از ایشان شامل:∗∗
- مجموعه مقالات
- بیش از ۵۰ کاست شرح وتفسیر آثار احمد مفتی زاده
- شرح «مصطلحات اربعه» امام مودودی در ۳۲ کاست.
- بیش از ۸۰ نوار سخنرانی‌های متنوع در بارهٔ موضوعات و مسائل مختلف اسلامی.
- مجموعهٔ اشعار، مقالات، و نوارها و نامه‌های پراکنده، شامل: تفسیر، صرف و نحو، فقه، کلام، اصول الفقه، تأریخ، مسائل تربیتی و خانوادگی.

## جستارهای مرتبط
- کردستان ایران
- احمد مفتی‌زاده
- ناصر سبحانی
- اقلیت سنی در ایران